# Jean Blume
Jean David Herman Blume (Dour, 10 avril 1915 - 29 février 1988) est un journaliste et homme politique belge, membre du Parti communiste de Belgique.
Il résiste à l'Occupation nazie pendant la Seconde Guerre mondiale.

## Biographie
Jean Blume a hérité de ses ascendants maternel (il est le fils d'Isabelle Blume) et paternel (David Blume) un solide attachement aux causes sociales, au monde du travail, au pacifisme, à l'humanisme. Il est profondément allergique à tout esprit de secte.
Il poursuit ses études à Bruxelles où ses parents ont trouvé du travail après la guerre (1923), à l’Athénée d’Ixelles et dans d’autres établissements. Il entame une candidature en sciences à l’Université libre de Bruxelles (ULB). Sans grand succès puisque la lutte sportive l’intéresse davantage que les études.
Grand lecteur, il n'a jamais cessé de compléter des études, qui, après les humanités gréco-latines, se sont arrêtées après un bref passage à l'ULB. Il possède une connaissance passive suffisante de l'anglais, de l'allemand, de l'espagnol, du néerlandais, s'intéresse beaucoup à l'histoire ancienne et moderne. Ses goûts en littérature sont d'un éclectisme absolu, mais il aime particulièrement la littérature anglo-saxonne.
En janvier 1937, Jean Blume est poursuivi en justice pour une série d’articles sur les milices patronales dans de grandes entreprises.
Il se marie en 1945 avec Charra Teff (dite Lily), militante communiste du mouvement des femmes et a deux enfants, Edith et Paul.
Auteur de nombreux articles, documents et brochures politiques, il a publié deux plaquettes de poèmes : « Orthographe » et « 6 dont 1 », et « Drôle d'agenda » que nous pouvons considérer comme ses mémoires.

## Parcours politique
Membre du Parti communiste de Belgique (PCB) à partir de 1936, Jean Blume y a rempli diverses fonctions : rédacteur à La Voix du Peuple (nl) de 1936 à 1939, dirigeant de la Fédération, puis de la régionale bruxelloise depuis la fin de la guerre jusqu'à son décès. Membre du Comité central à partir de 1951, il accède ensuite au Bureau Politique (1955) et au Secrétariat national (1957). Rédacteur au Drapeau Rouge de 1945 à fin 1949, il a dirigé ce journal de fin 1960 au début de 1966. Il a été conseiller communal à Saint-Gilles et à Anderlecht.
Commis au Ministère de la Reconstruction de fin 1949 à 1955, Jean Blume y a milité à la CGSP.

### Résistant
Dirigeant du Rassemblement National de la Jeunesse (Front de l'Indépendance) durant la guerre, il a été arrêté par la Gestapo le 19 janvier 1943. Il est emprisonné à Breendonck, début mai 1944, tout le camp est transféré à Buchenwald. Il y a d'autres Belges communistes comme Glineur, Beelen, Grippa, Van Hoorick, Hebbeleinck et Stan Tytgat, son ami borain, etc. Ils seront libérés le 11 avril 1945. Il est titulaire, pour faits de résistance, de diverses décorations. Il est nommé chevalier de l’ordre de la Couronne et a la Médaille du prisonnier politique.

### Sources
1. ↑  https://connaitrelawallonie.wallonie.be/fr/wallons-marquants/dictionnaire/blume-isabelle-nee-gregoire
2. ↑  « BLUME Jean », sur maisondelapoesie.be (consulté le 7 novembre 2023).
3. 1 2 3 4  https://maitron.fr/spip.php?article137589
4. ↑  http://www.getuigen.be/Getuigenis/3den/d-Hainaut-Brigitte-Somerhausen-Christine/Nl/4konvooien-boek.htm

- Fondation Joseph Jacquemotte
- Cercle Jean Blume, Avenue de Stalingrad 21 à 1000 Bruxelles
- "Drôle d'Agenda" par Jean Blume